# Viby Kirke (Kerteminde Kommune)
 For alternative betydninger, se Viby Kirke. (Se også artikler, som begynder med Viby Kirke)
Viby Kirke er en kirke i Viby Sogn, som ligger i Kerteminde Kommune.
Kirken er tidligst omtalt i et testamente fra 1300-tallets første halvdel, hvori et Vor Frue Alter i kirken blev tilgodeset. Fra senest 1500-tallet havde kirken ret tæt tilknytning til den ene af sognets middelalderlige hovedgårde, Broløkke.
Kronen havde patronatsretten frem til 1678, da den blev afhændet til Frederik von Vittinghof på Eskebjerg, der 1680 lagde den og Hindsholms tre andre sognekirker til det nyoprettede baroni Scheelenborg. Da Broløkke 1736 blev afhændet fra baroniet fulgte Viby Kirke med, og den var herefter knyttet til Broløkke frem til 1804, da den blev købt af Hans Rudolph Juel. Kirken var herefter knyttet til hans herregård, Hverringe, frem til overgangen til selveje 1920.
Viby er annekskirke til Mesinge siden 1925.

## Bygning
Kirken er en gotisk bygning fra, formentlig, 1200-tallets slutning. Den er opført i tegl på en dobbeltsokkel af tegl og bestod oprindelig af et skib og et smallere kor. I senmiddelalderen blev koret nedrevet og erstattet af et langhuskor. Efterfølgende blev der bygget et sakristi med messespir øst for koret. Siden blev skibet forlænget mod vest opført i munkesten på en sokkel af kamp. Herefter blev der bygget et våbenhus ud for det oprindelige skibs syddør. Efterfølgende blev skibet overhvælvet.
Gravkrypten under koret blev formentlig etableret o. 1550 og det samme kan være tilfældet med den nu nedlagte gravkrypt i skibets vestforlængelse.
Formentlig o. 1774 blev en tårnoverdel i bindingsværk med valmtag og lille spåntækket spir føjet til sakristiet. Omkring 1819 tilføjedes endelig et gravkapel for slægten Juel ved korets sydøsthjørne; en 5,7 x 5,7 m bygning opført af små teglsten og dækket af kobberbelagt kuppeltag.

## Kalkmalerier
1980 afdækkedes to senmiddelalderlige viekors, o. 1500, samt en roset på væggene i skibets vestforlængelse, i hvis hvælv der også blev fundet en figurativ udsmykning fra senrenæssancen, o. 1625. Den viser gammel- og nytestamentlige scener i rulleværkskartoucher, nemlig Evas Skabelse, Jesu Dåb og Himmelfarten.
De bibelcitateter, der ses på billedet af kirkens indre, stammer fra 1895.

## Inventar
Kirkens ældste inventarstykke er den romanske granitdøbefont af såkaldt Højby-type. Dåbsfadet er et Nürnbergarbejde fra 1500-tallet med relief af Bebudelsen, men det er først skænket til kirken 1678 af sognepræst Mads Jensen Rosenberg og hustru Anna Olufsdatter Dyrhoff. Altersølvet er skænket 1641 af Knud Ulfeld til Urup og Anne Lykke til Hverringe. Det er udført af guldsmed Klaus Christensen, Odense, der måske også har lavet sygesættet fra 1647.
Alterstagerne er fra 1600-tallet, men skænket 1736 af kirkeejer Lorentz Petersen, hvis hustru samme år skænkede en oblatæske fra 1706 udført af Wulf B. Jagenreuter, København.
Kirkens alterbillede er malet af C. A. Lorentzen 1825 som en fri kopi efter Peter Paul Rubens' Korsnedtagelsen. Alterskranken er fornyet 1892, og det øvrige træinventar, herunder stole, prædikestol og altertavle, er tilføjet under Viggo Dahls hovedistandsættelse 1895.

## Gravminder
Der er kun bevaret to af de 'mange udslidte ligsten' der førhen lå i kirken. Den ældste er fra o. 1570 og lagt over Jacob Viffert til Broløkke og hustru Mette Rønnow. Figurstenen har ægteparrets anevåbener (16 hver), men personalia er aldrig blevet hugget i stenen. Den tilskrives den såkaldte 'Odense-kopist' og lå oprindelig over gravkrypten i koret, men hævet 1 alen over gulvet (hvilket var ulovligt). Den anden gravsten er fra det tidlige 1600-tal og antagelig lagt over en Søren Nielsen.
Gravkrypten under koret måler 5,8 x 3 m og blev formentlig indrettet af Viffertslægten til Broløkke omkring 1500-tallets midte. Den blev brugt første gang, da Jacob Viffert (se ovenfor) blev begravet o. 1563. I 1700-tallet tilhørte den kirkeejerne, men 1755 stod blot Lorentz Petersens kiste dernede; siden fulgte hustru Anne Maria Buchwalds o. 1763 og 1793 og 1796 to børn af Hverringes ejere, Hans Rudolph Juel og Maren Berg.
Gravkrypten i skibets vestforlængelse blev anvendt frem til 1700-tallet som sognepræsternes begravelse, hvorefter den blev nedlagt.
Omkring 1819 blev et gravkapel for slægten Juel til Hverringe føjet til korets sydøsthjørne. I kapellet står syv kister, den yngste fra 1930.

## Eksterne kilder og henvisninger
- Sogneportalen
- Viby Kirke hos KortTilKirken.dk
- Viby Kirke hos danmarkskirker.natmus.dk (Danmarks Kirker, Nationalmuseet)